# Abudefduf whitleyi
Abudefduf whitleyi är en fiskart som beskrevs av Allen och Robertson, 1974. Abudefduf whitleyi ingår i släktet Abudefduf och familjen Pomacentridae. Inga underarter finns listade i Catalogue of Life.